# Внутрішньопластовий вибух

Принципові схеми внутрішньопластових вибухів з використанням енергії заряду для ін'єктування ВР у продуктивний пласт: 1 – спускопідйомний механізм; 2 – тампонажний камінь; 3 – каротажний кабель; 4 – рідина, що знаходиться всередині свердловини; 5 – цементна пробка; 6 – зона горіння; 7 – основний заряд; 8 – інертна речовина; 9 – допоміжний заряд; 10 – продуктивний пласт; 11, 12 – реагенти

Внутрішньопластовий вибух — метод підвищення нафтовилучення з продуктивного пласта.

## Загальний опис
Продуктивний пласт можна розкрити внутрішньопластовим вибухом, при якому вибухові речовини нагнітаються в породний масив енергією самого вибуху (рис.). Для цього свердловина заповнюється необхідним об'ємом вибухової речовини, герметизується цементною пробкою, і заряд у верхній частині запалюється (схема І). Тут створюється високий тиск від утворених порохових газів, які ін'єктують у пороховий пласт частину вибухових речовин, розташованих у межах продуктивної зони. При поширенні фронту горіння вздовж пластової ділянки свердловини починають займатися і ін'єктуватись у пласт вибуховими речовинами, посилюючи при цьому розрив пласта (схема ІІ). У разі недостатнього тиску газу в зоні горіння передбачається допоміжне руйнування привибійної зони зарядом бризантної дії, який відділяється від основного інертним заповнювачем. Додатковий заряд вибухових речовин забезпечує в початковий період горіння розрив пласта з утворенням розкритих тріщин.
На рис. (схема ІІІ) показано ефективний метод створення розгалужених тріщин утворенням вибухових речовин безпосередньо у зоні вибуху за допомогою хімічних реакцій невибухових композицій з подальшим порушенням детонації цих речовин. Для цього частина свердловини в зоні пласта заповнюється реагентами (одним з них може бути вода, іншим — карбід кальцію, розміщений в капсулі, що вибухає відрізком детонаційного шнура). Після запалювання в зоні реакції ацетилену збільшується тиск і ацетилен нагнітається в тріщинно-поровий простір гірських порід. При досягненні тиску 2–4 МПа ацетилен детонує зі значним виділенням теплоти, що посилює утворення тріщин.